# Kvinnan i fönstret (film, 1944)
Kvinnan i fönstret, originaltitel The Woman in the Window, är en amerikansk thrillerfilm från 1944 i genren film noir, regisserad av Fritz Lang och med Joan Bennett och Edward G. Robinson i huvudrollerna. Filmen bygger på romanen Once Off Guard av J. H. Wallis.

## Handling
Efter det att kriminologiprofessorn Richard Wanley har vinkat av sin fru och två barn för en semesterresa, beger han sig till sin klubb för att möta vänner. I ett fönster till ett konstgalleri, som ligger intill klubben råkar Wanley få syn på ett anslående porträtt i olja av en vacker kvinna, Alice Reed (Joan Bennett).
Han och vännerna talar om den vackra målningen och inte minst om subjektet i densamma. Wanley stannar sedan kvar på klubben och läser en bok. När han går stannar han upp vid porträttet och råkar då möta Alice Reed, som står i närheten och iakttar folk, som betraktar målningen. Reed övertalar Wanley att göra henne sällskap för en drink.
Senare beger de sig till Reeds våning, där Reeds rike älskare, Claude Mazard, oväntat dyker upp. Denne är aggressiv och ett slagsmål leder till att Wanley i självförsvar tvingas döda honom. Wanley inser att han skulle få svårt att förklara sitt agerande och besök i Reeds hem och de båda börjar diskutera om hur mordet skulle kunna döljas. Wanley lyckas få in kroppen i en bil och dumpar den på landsbygden. Han lämnar dock många spår och det finns flera vittnen.
En av Wanleys vänner från klubben, Frank Lalor (Raymond Massey) är åklagare och leder mordutredningen. Lalor inbjuder Wanley att i studiesyfte följa brottsplatsundersökningen och spaningarna. Wanley blir alltmer komprometterad och i en gastkramande händelseutveckling får Wanley allt svårare att värja sig.

## Kritik
Efter premiären i USA den 11 mars 1944 lovprisades filmen i tidskriften Variety magazine. Fritz Lang berömdes för sin regi och skådespelarna Edward G. Robinson, Joan Bennett, Raymond Massey och Dan Duryea för utomordentliga insatser.

## Rollista i urval
- Edward G. Robinson - Richard Wanley, professor i psykologi vid Gotham University
- Joan Bennett - Fröken Alice Reed
- Raymond Massey - Frank Lalor, Richards vän, allmän åklagare
- Dan Duryea - Heidt, utpressare/Ted, vaktmästare på klubben
- Edmund Breon - Dr. Michael Barkstane
- Thomas E. Jackson - Poliskommissarie Jackson, Mordkommissionen
- Dorothy Peterson - Fru Wanley
- Arthur Loft - Claude Mazard/Frank Howard/Charlie rockvaktmästare
- Iris Adrian - Kvinna som ber om eld